# Shou
Shou (ur. 5 lipca 1981) – wokalista j-rockowych grup A9 oraz DIAWOLF. Jest także autorem tekstów. Wcześniej śpiewał w zespołach: LOST AGE i GIVUSS, do którego należał również Tora.